# 目を閉じて抱いて
『目を閉じて抱いて』（めをとじてだいて）は、内田春菊による日本の漫画。『FEEL YOUNG』（祥伝社）に連載された。
両性具有者である主人公・花房に惹かれる男女たちの愛憎を描いた作品。1996年に武田久美子主演で映画化されている。

## 物語
平凡なサラリーマンの周（あまね）はふとしたきっかけで美しいニューハーフ花房（はなふさ）と出会う。次第に花房に惹かれた周はなんとなく付き合っていた恋人の樹里（じゅり）と疎遠になる。周との結婚を考えていた樹里は花房に怒りをぶつけるが、逆に花房に心を奪われてしまう。自分は両性具有であると告白した後も周の愛は変わらず、それに危機感を覚える花房。一方樹里は性的には花房に魅了されながらも、周との結婚のために狂言を繰り返し、周囲の人々を事件に巻き込んでいく。

## 書誌情報
『目を閉じて抱いて』 祥伝社〈FEELコミックス〉、全5巻
- 1巻、1994年9月15日発行、ISBN 4-396-76107-4
- 2巻、1995年3月15日発行、ISBN 4-396-76123-6
- 3巻、1995年12月25日発行、ISBN 4-396-76141-4
- 4巻、1997年7月5日発行、ISBN 4-396-76161-9
- 5巻、2000年2月15日発行、ISBN 4-396-76215-1

## 映画
1996年7月13日に公開。製作・配給は東北新社。

### スタッフ
- 監督：磯村一路
- 脚色：本調有香
- 撮影監督：長田勇市
- 音楽：坂口博樹

### キャスト
- 花房：武田久美子
- 周：高橋和也
- 樹里：吉村夏枝
- 高柳：井田國彦
- 七臣：末吉宏司
- イツコ：一ノ瀬やす子
- 医師：山川元
- 看護婦：佐藤忍